# International Emergency Economic Powers Act
L'International Emergency Economic Powers Act (IEEPA) è una legge federale statunitense promulgata nel 1977 che conferisce al Presidente il potere di identificare qualunque minaccia abbia origine al di fuori degli Stati Uniti.

## Storia
Il Congresso approvò la legge nel 1977 come parte di una riforma per chiarire i poteri dei presidenti per quanto riguarda le emergenze nazionali. A partire da Franklin D. Roosevelt nel 1933, i presidenti avevano rivendicato il potere di dichiarare situazioni di emergenza, senza limitarne la portata o la durata, senza citare gli statuti pertinenti, senza riferire al Congresso. La Corte Suprema in Youngstown Sheet & Tube Co. v Sawyer pose una limitazione alle attività che un presidente potesse fare in una simile emergenza, ma non giunse a limitare il potere di emanare la dichiarazione dell'emergenza stessa.
Nel 1973 un'indagine del Senato ha trovato (rapporto del Senato 93-549) che quattro emergenze dichiarate erano rimaste in vigore: una del 1933 riguardante l'oro come riserva monetaria, una del 1950 riguardante  la guerra di Corea, una del 1970 riguardo i lavoratori in uno sciopero delle poste, e una del 1971 in risposta all'inflazione. Il Congresso ha posto termine a queste emergenze con la Legge Nazionale sulle Emergenze (National Emergencies Act), e poi ha passato il IEEPA: in tal modo c'è la possibilità di di esercitare la forza mediante poteri esecutivi, se è dichiarato lo stato di calamità nazionale, ovvero in caso di apocalisse. Allo stesso tempo, si ripristina la possibilità di poteri di emergenza atipici, ma in una limitata forma ispezionabile che non può travolgere i diritti costituzionali dei cittadini.

## Descrizione
La legge autorizza il Presidente a dichiarare l'esistenza di una "minaccia inusuale e di carattere straordinario... alla sicurezza nazionale, alla politica estera o all'economia degli Stati Uniti"  ("unusual and extraordinary threat... to the national security, foreign policy, or economy of the United States"), che ha origine "in tutto o nella parte più significativa, oltre i confini nazionali" ("in whole or substantial part outside the United States"). Il Presidente può bloccare le transazioni e congelare i beni che ritiene in relazione a tale minaccia; in caso di attacco, può anche confiscare i beni dei gruppi o di singole persone coinvolte.
Con esse si può procedere alla confisca dei beni e a vietare le transazioni commerciali. La legge è contenuta al titolo 50 in tema di "Guerra e difesa nazionale" del codice degli Stati Uniti.
La legge sostanzialmente si è tradotta in uno strumento per ordinare embargo nei confronti di Stati; in seguito i presidenti hanno utilizzato l'atto per chiudere organizzazioni e tagliare supporti agli individui. 

## Destinatari
Il 6 febbraio 2025 con l' Executive Order 14203 la Corte penale internazionale è stata qualificata come una minaccia nazionale; si tratta di una dichiarazione di emergenza che - motivata con un minaccia “inusuale ed estrema” per la politica estera e la sicurezza nazionale degli USA, che colpirebbe cittadini statunitensi e alleati (i cosiddetti “protected persons”) che non hanno aderito allo Statuto di Roma - abilita l'Esecutivo ad applicare delle sanzioni contro singoli individui non di cittadinanza statunitense. Vengono in particolare imposti divieti di ingresso negli Stati Uniti a funzionari, agenti o loro familiari immediati coinvolti nelle attività della Corte penale internazionale, quando si assume che esse siano svolte contro cittadini statunitensi o dei loro alleati. Nella medesima direzione, nel luglio 2025, il Dipartimento di Stato degli Stati Uniti, guidato da Marco Rubio, ha adottato le medesime sanzioni contro Francesca Albanese, relatrice speciale ONU sui diritti umani nei territori palestinesi occupati.